# Slot Rosendal

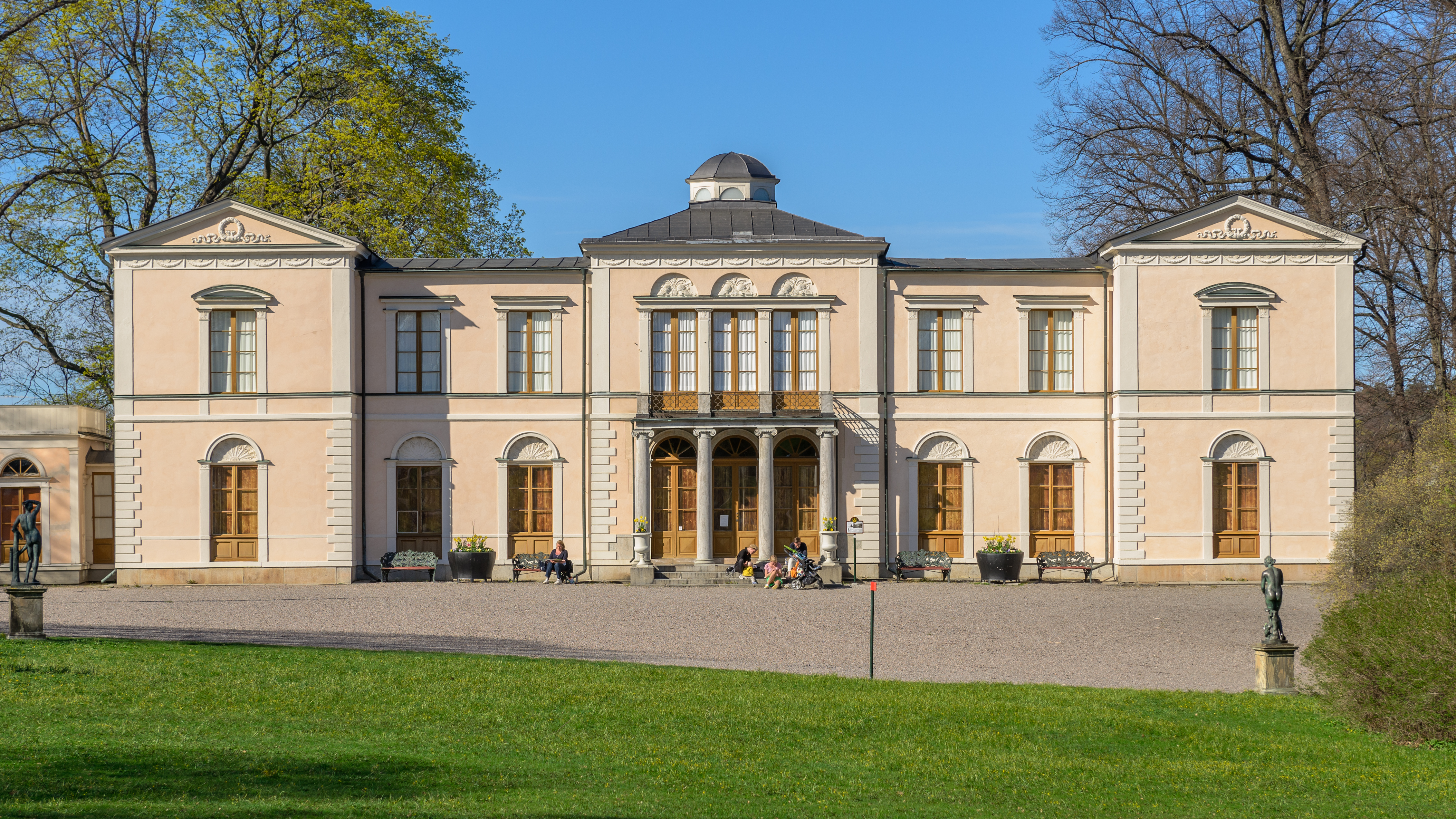
Slot Rosendal

Slot Rosendal (Zweeds: Rosendals slott) is een 19e-eeuws paviljoen van de Zweedse koninklijke familie. Het is gelegen op het eiland Djurgården in het centrum van Stockholm. Het paviljoen is grotendeels ontworpen door de architect Fredrik Blom in opdracht van koning Karel XIV Johan. De bouw duurde van 1823 tot 1827.
Het slot was oorspronkelijk een plek om zich terug te trekken van de formaliteiten aan het hof tijdens de zomer en heeft dan ook nooit gediend als residentie. Na de dood van koning Oscar II in 1907 werd door diens erfgenamen besloten om er een museum van te maken over Karel XIV Johan en de periode waarin hij leefde. Dit was ook de reden dat de meubels en aankleding van Karel XIV Johans slaapkamer in het Koninklijk Paleis is verplaatst naar Rosendal. Het slot ziet er grotendeels nog uit zoals toen Karel XIV Johan het liet bouwen, wat het een bijzonder voorbeeld maakt van empirestijl. Deze empirestijl, die in Zweden overigens ook wel Karl Johan stijl wordt genoemd, komt naar voren in het mahoniehouten meubilair en het gebruik van heldere kleuren.